# Gloydius blomhoffii
Gloydius blomhoffii – gatunek jadowitego węża z podrodziny grzechotnikowatych (Crotalinae) w obrębie rodziny żmijowatych (Viperidae).

## Występowanie
Japonia (Hokkaido, Honsiu, Kiusiu, Sikoku i sąsiednie wyspy), należąca do Rosji wyspa Kunaszyr w archipelagu Kuryli. Według Gloyda i Conanta (1990) nie ma dowodów na poparcie tezy, że występuje też na wyspach Riukiu, ale współcześni autorzy jako miejsce występowania gatunku podają Wyspy Satsunan w północnej części tego archipelagu. Lokalizacja typowa w Japonii. Stwierdzenia z Sachalinu i Tajwanu uznano za błędne.

## Systematyka
Systematyka gatunku uległa znaczącym zmianom. Obecnie jest on uznawany za gatunek monotypowy, ale dawniej był szerzej ujmowany, a za jego podgatunki uznawano kilka taksonów klasyfikowanych obecnie jako odrębne gatunki, ich podgatunki bądź synonimy: 
- G. b. brevicaudus (Stejneger, 1907). Obecnie osobny gatunek Gloydius brevicaudus. Występuje w Chinach i Korei[6].
- G. b. dubitatus (Gloyd, 1977). Zsynonimizowany z Gloydius brevicaudus. Ograniczony do prowincji Hebei w Chinach[6].
- G. b. siniticus (Gloyd, 1977). Obecnie podgatunek Gloydius brevicaudus. Żyje w Chinach[6].

Gloyd i Conant (1990) oraz Trutnau (2002) wyróżniali jeszcze:
- A. b. ussuriensis (Emelianov, 1929). Podniesiony do rangi osobnego gatunku Gloydius ussuriensis. Spotykany na Rosyjskim Dalekim Wschodzie czy w Korei[5][7][8].

## Opis
Osiąga długość do 91 cm, zazwyczaj mieszcząc się w granicach 45–61 cm.
Skóra o wzorze w kolorach bladoszarym, czerwonobrązowym i żółtobrązowym. Serie nieregularnych plam po bokach otoczonych czarną obwódką i zazwyczaj o jaśniejszym środku. Głowa ciemnobrązowa o beżowych lub bladoszarych bokach.

## Siedlisko
Zamieszkuje bagna, mokradła, łąki, otwarte tereny leśne, skalne stoki i tereny górskie.

## Pożywienie
Poluje na ptaki i drobne gryzonie. Często zapuszcza się na tereny uprawne w związku z obfitością gryzoni.